# Kamienica przy ul. Augusta Cieszkowskiego 3 w Bydgoszczy
Kamienica przy ul. Augusta Cieszkowskiego 3 w Bydgoszczy – zabytkowa kamienica w południowej pierzei ul. Augusta Cieszkowskiego, w pobliżu skrzyżowania z ul. Gdańską.

## Historia
Kamienica powstała w latach 1903–1904 według projektu bydgoskiego architekta Paula Böhma. Był on nie tylko projektantem i przedsiębiorcą budującym kamienicę, lecz także jej właścicielem. W 1906 roku kamienicę nabyła Maria Schmidt. W latach 20. XX w. właścicielami budynku byli m.in. p. Gajewski, a od 1925 roku Emilia Kirilienko. W okresie międzywojennym mieściła się tutaj Szkoła Przygotowawcza im. św. Kazimierza. W tym czasie w kamienicy mieszkał również Honorowy Obywatel Bydgoszczy dr Jan Biziel.

## Architektura
Budynek zaprojektowano na planie wieloboku zbliżonego do litery „U” z czterokondygnacyjnym budynkiem głównym i oficyną mieszkalną położoną w głębi działki, połączoną z budynkiem frontowym łącznikiem. Kryty jest wysokim dachem pseudomansardowym z facjatkami i świetlikami, kryjącym mieszkalne poddasze.
Elewacja urozmaicona jest tarasem, balkonami, konstrukcją szkieletową w najwyższej kondygnacji, oraz wieloboczną wieżą przykrytą hełmem z iglicą.

## Galeria

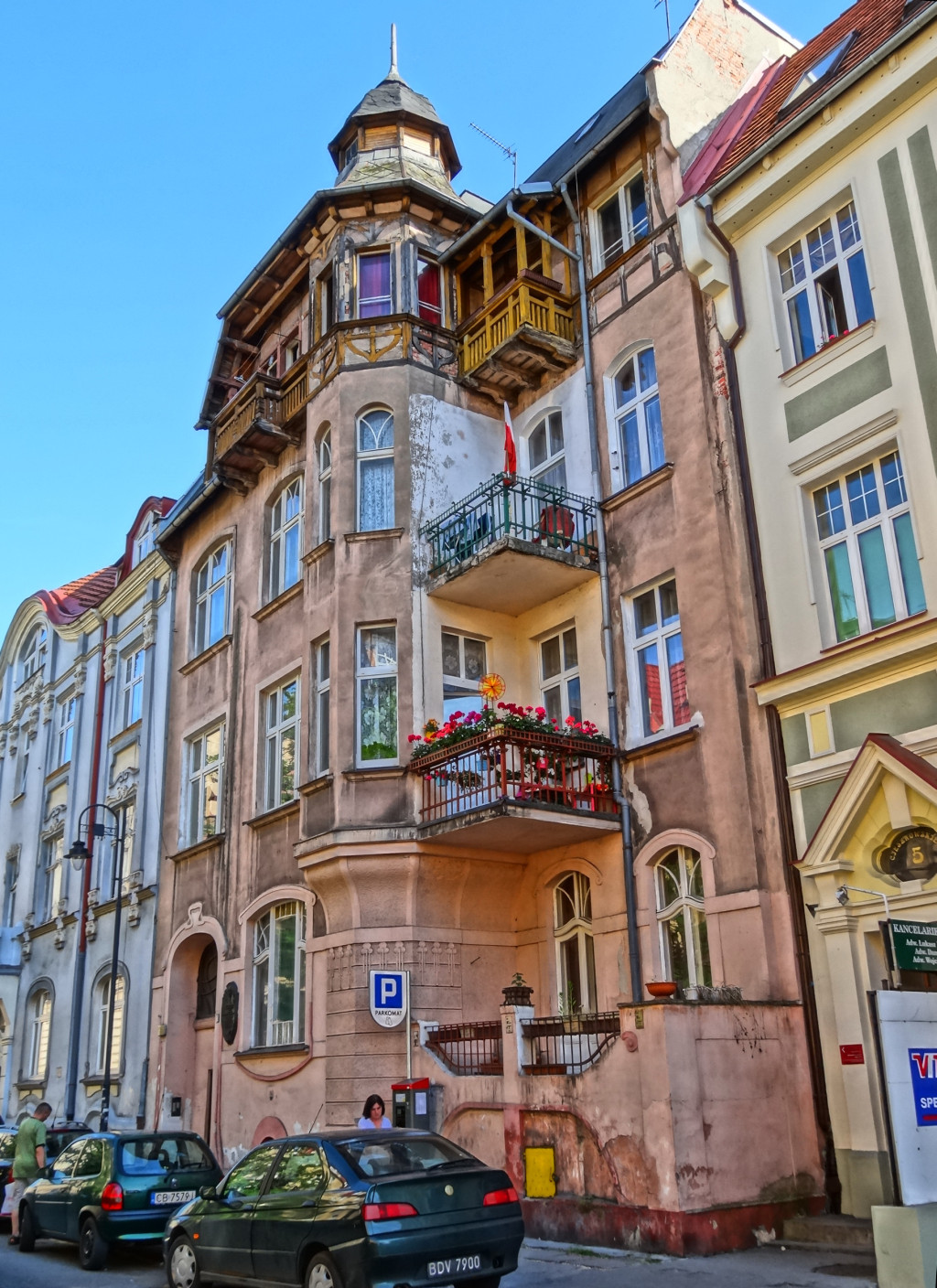
Widok z boku
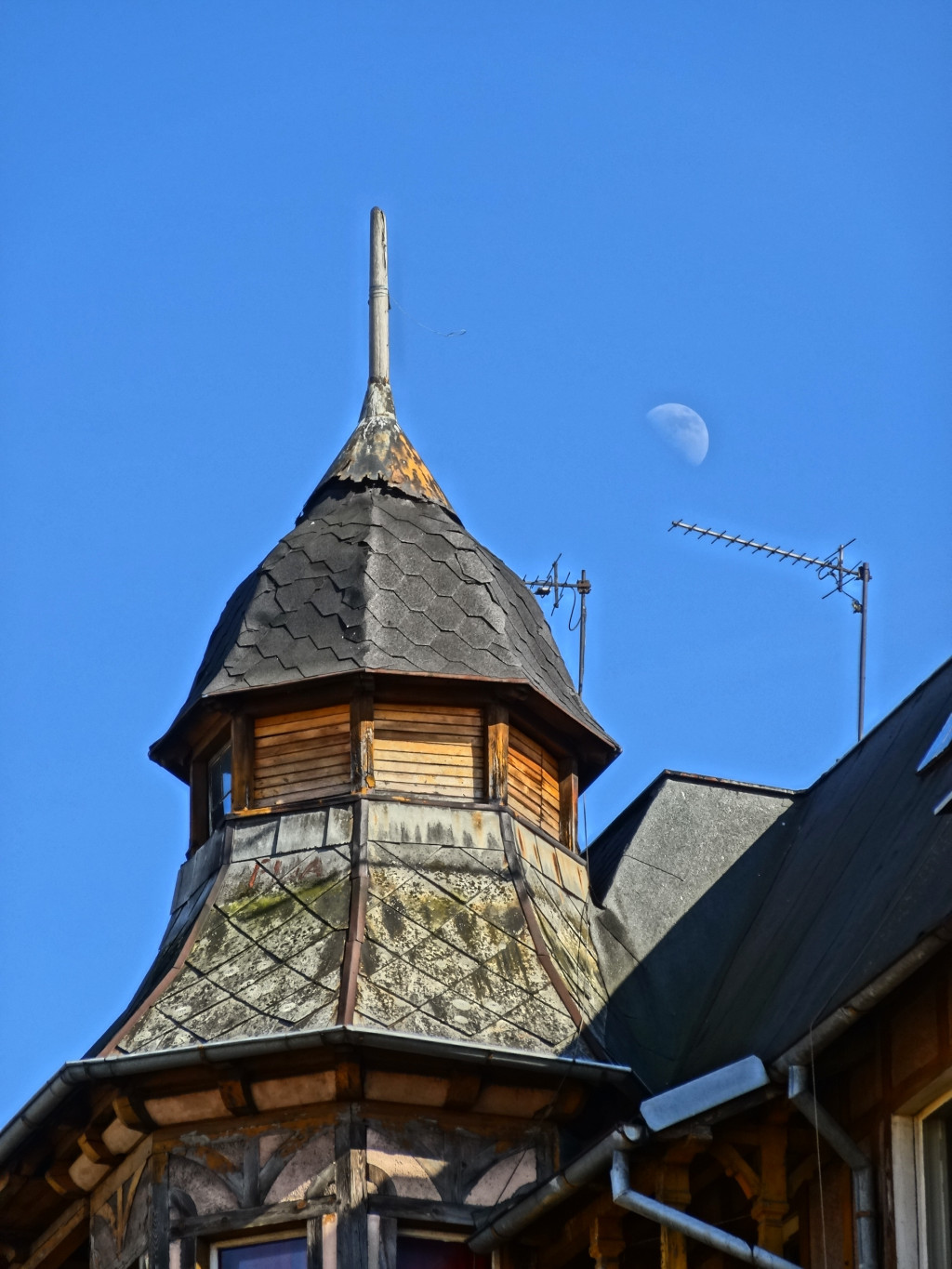
Wieża
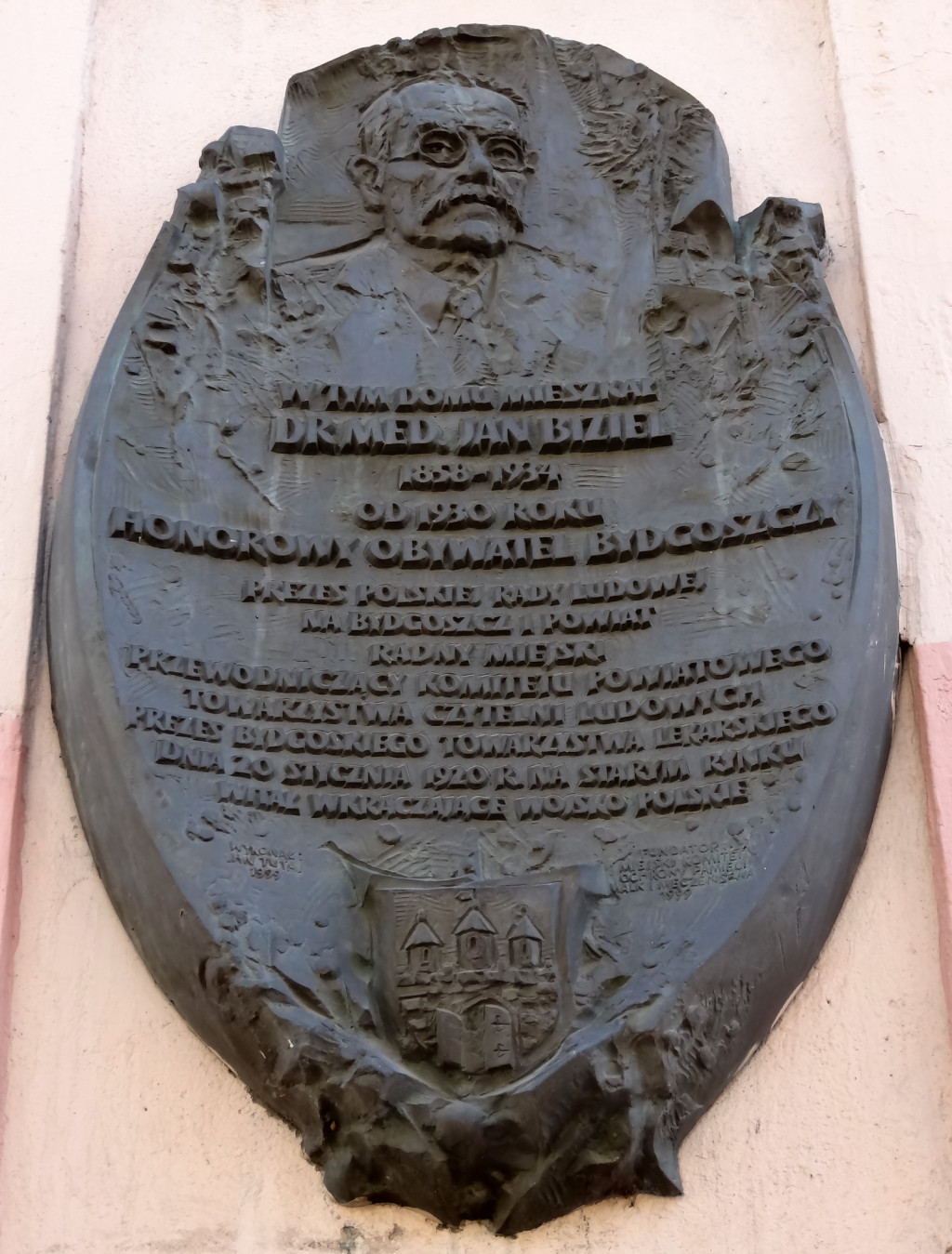
Tablica pamiątkowa Jana Biziela